# Reinswinden
Reinswinden (früher auch Reinhartswinden genannt) ist ein Gemeindeteil der Gemeinde Geslau im Landkreis Ansbach (Mittelfranken, Bayern). Reinhartswinden liegt in der Gemarkung Schwabsroth.

## Geografie
Der Weiler liegt am südlichen Rand der Frankenhöhe. 0,5 km südwestlich liegt das Waldgebiet Seeschläge. Die Kreisstraße AN 7 führt nach Oberndorf (1 km südlich) bzw. nach Schwabsroth (0,8 km nordöstlich). Eine Gemeindeverbindungsstraße führt die Staatsstraße 2250 kreuzend nach Gunzendorf (2 km nördlich).

## Geschichte
Aus dem Grundwort „–winden“ kann man schließen, dass der Ort zu den Wendensiedlungen zählt, die im Mittelalter von den Obrigkeiten in größerer Zahl planmäßig angelegt wurden.
Im 16-Punkte-Bericht des brandenburg-ansbachischen Oberamts Colmberg aus dem Jahr 1608 wurden für Reinswinden 6 Mannschaften verzeichnet: 2 Anwesen unterstanden dem Kastenamt Colmberg, 1 Anwesen Sebastian von Müssenlohe zu Burgthann, 2 Anwesen dem Spital der Reichsstadt Rothenburg und 1 Anwesen dem Juliusspital Würzburg. Das Hochgericht übte das Vogtamt Colmberg aus. Im 16-Punkte-Bericht des Oberamts Colmberg aus dem Jahr 1681 wurden für Reinswinden ebenfalls 6 Mannschaften verzeichnet, jedoch mit veränderten grundherrschaftlichen Verhältnissen: 3 Anwesen unterstanden dem Kastenamt Colmberg, 2 Anwesen der Reichsstadt Rothenburg und 1 Anwesen der Herren von Crailsheim zu Rügland.
Auch gegen Ende des 18. Jahrhunderts gab es in Reinswinden 6 Anwesen und ein Gemeindehirtenhaus. Das Hochgericht und die Dorf- und Gemeindeherrschaft übte das Vogtamt Colmberg aus. Grundherren waren nach wie vor das Kastenamt Colmberg (1 Hof, 2 Köblergüter), das Rittergut Rügland (1 Hof) und die Reichsstadt Rothenburg (1 Hof, 1 Köblergut). Es gab zu dieser Zeit 7 Untertansfamilien. Von 1797 bis 1808 unterstand der Ort dem Justizamt Leutershausen und Kammeramt Colmberg.
Im Rahmen des Gemeindeedikts wurde Reinswinden dem 1808 gebildeten Steuerdistrikt Schwabsroth und der 1810 gegründeten Ruralgemeinde Schwabsroth zugeordnet. Am 1. Januar 1972 wurde Reinswinden im Zuge der Gebietsreform in Bayern nach Geslau eingemeindet.

### Ehemaliges Baudenkmal
- Haus Nr. 3: Wohnstallhaus von 1817 mit massivem Erdgeschoss und in Fachwerk aufgestocktem Wohnteil mit ansprechend proportioniertem Giebel. Am Keilstein der profilierten Türrahmung bezeichnet „1817“.[13]

### Einwohnerentwicklung
| Jahr      | 001818 | 001840 | 001861 | 001871 | 001885 | 001900 | 001925 | 001950 | 001961 | 001970 | 001987 |
| Einwohner | 49     | 50     | 47     | 53     | 44     | 36     | 41     | 44     | 29     | 34     | 20     |
| Häuser    | 10     | 17     |        |        | 8      | 8      | 6      | 6      | 6      |        | 6      |
| Quelle    | [ 15 ] | [ 16 ] | [ 17 ] | [ 18 ] | [ 19 ] | [ 20 ] | [ 21 ] | [ 22 ] | [ 23 ] | [ 24 ] | [ 1 ]  |

## Religion
Der Ort ist seit der Reformation evangelisch-lutherisch geprägt und bis heute nach St. Kilian (Geslau) gepfarrt. Die Einwohner römisch-katholischer Konfession sind nach St. Johannis (Rothenburg ob der Tauber) gepfarrt.